# Rock the Casbah (film, 2012)
Pour les articles homonymes, voir Rock the Casbah (homonymie).
Pour plus de détails, voir Fiche technique et Distribution.
Rock the Casbah (titre original : רוק בקסבה) est un drame israélien écrit et réalisé par Yariv Horowitz en 2012. Il a été tourné dans un village arabe israélien en 22 jours.

## Synopsis
À l'été 1989, au cours de la Première Intifada, Tomer, le narrateur du film, un appelé israélien de 18 ans, est envoyé à Gaza.

Le film décrit l'arrivée d'une unité de l'armée israélienne en territoires occupés en vue d'assurer le renfort dans une zone d'affrontements, le commandant leur assurant le retour de l'ordre en quelques jours. Lorsqu'un militaire est tué, Tomer fait partie d'un groupe de quatre hommes chargés d'une opération de surveillance sur le toit d'une maison. Au contact de la population, les appelés commencent à développer des sentiments mitigés sur la situation. Leurs supérieurs leur reprocheront une attitude trop amicale. Leur retrait dans la confusion d'une nouvelle échauffourée montre que rien n'a changé.

## Fiche technique
- Titre : Rock the Casbah
- Titre original : רוק בקסבה (Rock Ba'Casba)
- Réalisation : Yariv Horowitz
- Image : Amnon Zalait
- Scénario : Yariv Horowitzet et Guy Meirson
- Musique : Assaf Amdursky
- Sociétés de production : United King Films, Topia Communications, 13 Productions
- Pays d'origine : Israël
- Format : Couleur
- Durée : 93 minutes
- Dates de sortie : 
  -  Israël : 7 juillet 2012 (Première au Festival international du film de Jérusalem), 21 février 2013
  -  France : 11 novembre 2012 (Présentation au Festival international du film d'Arras), 8 mai 2013

## Distribution
- Yon Tumarkin : Tomer
- Yotam Ishay : Ariel
- Roy Nik : Aki
- Iftach Rave : Haim
- Henry David : Iliya
- Lavi Zitner : Izac
- Shmulik Chelben : Israel
- Khawla Alhaj-Debsi : Samira
- Adel Abou Raya : Muchamad
- Angel Bonanni : Chaliba
- Karim Salama Ahmed : Walid
- Vladimir Fridman : le père d'Iliya
- Abdallah El Akal : Réfugié

## Autour du film
Rock the Casbah est le premier long-métrage de Yariv Horowitz, qui fut photographe lors de son service militaire au début des années 1990. Inspirée de cette expérience, cette œuvre initiatique analyse les effets de la guerre sur les parties prenantes, militaires et civils, la focalisation sur le personnage d'un jeune appelé permettant de suivre l'évolution de son caractère et de ses sentiments.

## Distinctions
- Art Cinema Award de la CICAE catégorie Panorama (Berlinale 2013)[1]
- Mention spéciale du jury au Festival international du film d'Aubagne 2013